# Бюргер, Зигмунд
Зигмунд Бюргер (нем. Sigmund Bürger, венг. Bürger Zsigmond; 8 февраля 1856, Вена — 14 мая 1908, Будапешт) — австрийский и венгерский виолончелист.

## Биография
Начал учиться игре на виолончели в двенадцатилетнем возрасте у Юлиуса Мозера, затем ученик Давида Поппера, изучал также теорию и композицию у Германа Греденера и Густава Ноттебома. 
В 1873 г. дебютировал как солист, в 1874 г. совершил концертное турне вместе с певицей Карлоттой Патти и пианистом Теодором Риттером, а также выступил в Берлине с Софьей Ментер.
В 1875—1876 гг. работал в оркестре в Баден-Бадене, затем в 1876—1882 гг. в Мюнхене. Выступал вместе с Генриком Венявским, Альфредом Грюнфельдом и другими крупнейшими музыкантами. 
В 1882—1883 гг. играл в лондонском оркестре Ханса Рихтера, затем перебрался в Париж, где выступал в составе фортепианного трио с Луи Брейтнером и Мартеном Марсиком. 
В 1887 г. концертировал по Скандинавии в составе Парижского трио с Густавом Левитой и Иоганнесом Вольфом.
Начиная с 1887 г. жил и работал в Будапеште. Солист Будапештской оперы, участник струнных квартетов Драгомира Кранчевича и Вилмоша Грюнфельда.